# Elisa Lechleitner

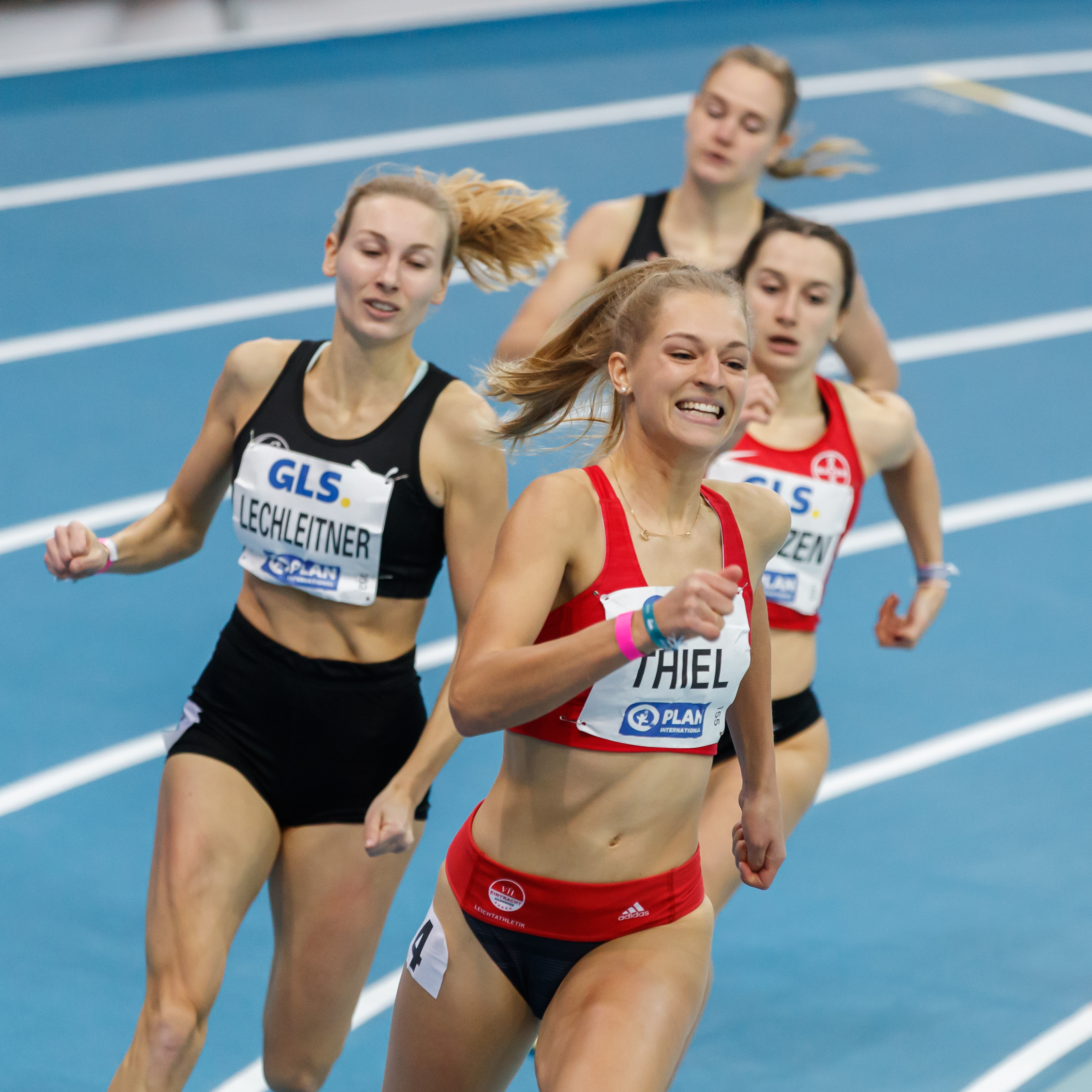
Elisa Lechleitner hinter Luna Thiel bei den deutschen Hallenmeisterschaften 2022

Elisa Lechleitner (* 6. August 1999) ist eine deutsche Leichtathletin, welche sich auf die Sprintdistanzen spezialisiert hat.

## Karriere
Im Jahr 2022 nahm Elisa Lechleitner, welche für den LAZ Ludwigsburg startet, erstmals an deutschen Meisterschaften der Erwachsenen teil und ging im Olympiastadion Berlin im 400-Meter-Lauf an den Start. Nachdem sie bereits im Vorlauf eine neue persönliche Bestleistung aufstellen konnte, verbesserte sie diese im Finale am 26. Juni 2022 auf 52,53 Sekunden und belegte damit den vierten Platz. In der Folge wurde sie vom Deutschen Leichtathletik-Verband als Bestandteil der 4-mal-400-Meter-Staffel für die Weltmeisterschaften 2022, welche im Hayward Field in Eugene ausgetragen wurden, nominiert. Gemeinsam mit Corinna Schwab, Judith Franzen und Alica Schmidt belegte sie im Vorlauf in einer Zeit von 3:30,48 Minuten den elften Platz, wodurch sie die Qualifikation für das Finale verpasste.
Im darauffolgenden Jahr ging sie bei den deutschen Hallenmeisterschaften 2023 in der Helmut-Körnig-Halle in Dortmund an den Start und gewann über die 400 Meter hinter Skadi Schier die Silbermedaille. Sie stellte dabei zudem mit 52,99 Sekunden eine neue persönliche Bestleistung über diese Strecke in der Halle auf. Nachdem sie auch in der Sommersaison gute Leistungen zeigen konnte, wurde Elisa Lechleitner vom Deutschen Leichtathletik-Verband für die Team-Europameisterschaft 2023, welche im Rahmen der Europaspiele 2023 ausgetragen wurden, nominiert. In Chorzów ging sie dabei gemeinsam mit Manuel Sanders, Jean Paul Bredau und Carolina Krafzik in der 4-mal-400-Meter-Mixed-Staffel an den Start und sie belegten gemeinsam den sechsten Platz. In der Team-Wertung gewann sie gemeinsam mit der deutschen Mannschaft die Bronzemedaille.

## Bestleistungen
Freiluft
- 100-Meter-Lauf: 11,65 s am 17. Juni 2023 in  Dessau-Roßlau
- 200-Meter-Lauf: 23,97 s am 18. Mai 2023 in  Darmstadt
- 400-Meter-Lauf: 52,53 s am 26. Juni 2022 in  Berlin

Halle
- 060-Meter-Lauf: 07,59 s am 21. Januar 2023 in  Sindelfingen
- 200-Meter-Lauf: 24,07 s am 21. Januar 2023 in  Sindelfingen
- 400-Meter-Lauf: 52,99 s am 19. Februar 2023 in  Dortmund